# Čudovište
Čudovište ili monstrum (eng. monster), pojam za stvorenje koje svojim neobičnim izgledom i ponašanjem izaziva nelagodu, strah i paniku ili predstavlja opasnost. Može se odnositi i na čovjeka koji svojim nakaznim izgledom ili zločinačkim ponašanjem izaziva odbojnost i strah. Čudovišta se spominju u mitološkim pričama brojnih naroda (Grendel u poemi Beowulf, Golem iz židovske mitologije, čudovište u romanu Mary Shelley Frankenstein ili Drakula u istoimenom romanu Brama Stokera). Osim u mitologiji i književnosti, čudovišta su danas i teme urbanih legendi (Čudovište iz Loch Nessa), a pojavljuju se i kao glavni negativci u filmovima (King Kong iz 1933. godine).

## Čudovišta u mitologiji
- Bazilisk
- Bigfoot
- Chupacabra
- Džin
- Goblin
- Himera
- Jeti
- Kiklop
- Lernejska Hidra
- Levijatan
- Minotaur
- Ork
- Skila
- Tifon
- Trol
- Vampir
- Vukodlak
- Zmaj
- Zombi